# Circuito del Fuji
Il circuito del Fuji (Fuji International Speedway) è un circuito situato alle pendici del Fuji, ad Oyama, nella prefettura di Shizuoka, in Giappone. Ha ospitato quattro edizioni del Gran Premio del Giappone di Formula 1 (dal 1976 al 1977 e dal 2007 al 2008) e due del Gran Premio del Giappone del Motomondiale (dal 1966 al 1967). Il clima fortemente umido e piovoso dell'area ha spesso condizionato il regolare svolgimento delle competizioni.

## Storia

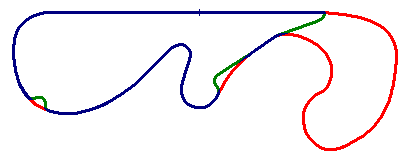
Le precedenti configurazioni che aveva il tracciato del Fuji: 5.999 metri (dal 1965 al 1974), 4.359 metri (dal 1975 al 1985), 4.440 metri (dal 1986 al 1992) e 4.469 metri (dal 1993 al 2004)

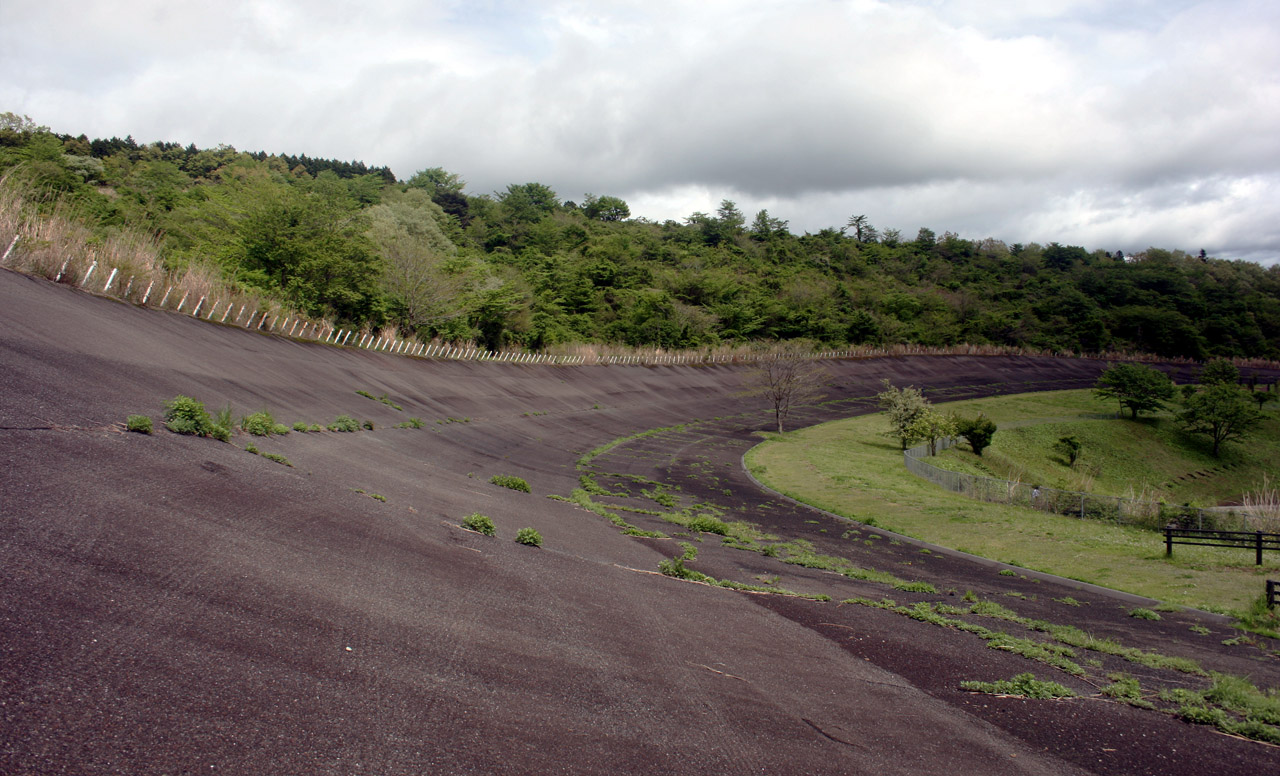
La curva soprelevata Daiichi, ormai abbandonata

Originariamente concepito nel 1963 dalla Japan NASCAR Corporation per ospitare in Giappone gare di tipo NASCAR, il tracciato doveva essere un ovale da 2,5 miglia (un "superspeedway") con entrambe le due curve fortemente sopraelevate (inclinazione trasversale di 30°) e, come la totalità dei circuiti ovali, il senso di percorrenza sarebbe stato antiorario, ma i lavori iniziati nel giugno 1964 furono interrotti dopo il completamento della sola sopraelevata posta all'estremità orientale della pista (la curva Daiichi) a causa della carenza di fondi.
Nuovi finanziatori rilevarono la società rinominandola Fuji Speedway Corporation e completarono l'impianto come un circuito "stradale" (seguendo un'idea già espressa da Stirling Moss dopo aver visitato il cantiere), ma conservando la curva sopraelevata. L'inaugurazione avvenne nel dicembre 1965.
Questo circuito "ibrido" disegnato da Don Nichols era lungo 5999 metri, veniva percorso in senso orario ed aveva il rettilineo di partenza posto nella parte alta del tracciato. Lungo circa 1,5 km, era seguito dalla velocissima curva sopraelevata Daiichi, in cui vetture più prestazionali piombavano dentro a oltre 300 km/h dopo aver scollinato, una rischiosa combinazione di fattori che portava inevitabilmente a gravi incidenti, spesso fatali. Per evitare i rischi connessi all'ingresso ad alta velocità nella Daiichi, la CanAm decise di gareggiare in senso opposto in un evento fuori campionato che si tenne al Fuji alla fine del 1968. Nel 1974, dopo l'incidente mortale subito dal pilota nipponico Hiroshi Kazato, la Daiichi venne esclusa dal tracciato usando una preesistente bretella che dalla fine del rettilineo di partenza si riallacciava mediante tornantino direttamente al tratto che portava alla 100R, riducendo così la lunghezza del circuito a 4359 metri.

### Arriva la Formula 1

La configurazione di 4.359 metri utilizzata dalla Formula 1 nel 1976 e nel 1977

Così modificato ospitò nel 1976 la prima edizione del Gran Premio del Giappone di Formula 1, primo gran premio disputato in Asia; la gara, vinta da Mario Andretti su Lotus davanti a Patrick Depailler su Tyrrell e a James Hunt su McLaren (che si laureò poi campione del mondo), è ricordata per il "gran rifiuto" di Niki Lauda, il quale, a causa delle pessime condizioni atmosferiche e nonostante si giocasse il mondiale contro il pilota inglese, preferì ritirarsi dalla corsa per non rischiare nuovamente la vita dopo l'incidente al Nürburgring dello stesso anno. L'edizione del 1977, vinta da James Hunt su McLaren davanti a Carlos Reutemann su Ferrari e a Patrick Depailler su Tyrrell, fu caratterizzata da un grave incidente avvenuto nel corso del 6º giro, in cui Gilles Villeneuve, nel tentativo di sorpassare Ronnie Peterson al termine del rettifilo, urtò la ruota posteriore della Tyrrell con la sua Ferrari, la quale prese il volo, si cappottò alcune volte, cadde al di là del guardrail e falciò il pubblico, causando due morti (un commissario di gara che cercava di far spostare le persone in una zona più sicura e un fotografo) e una decina di feriti, mentre i piloti uscirono illesi dallo scontro.

### Anni ottanta

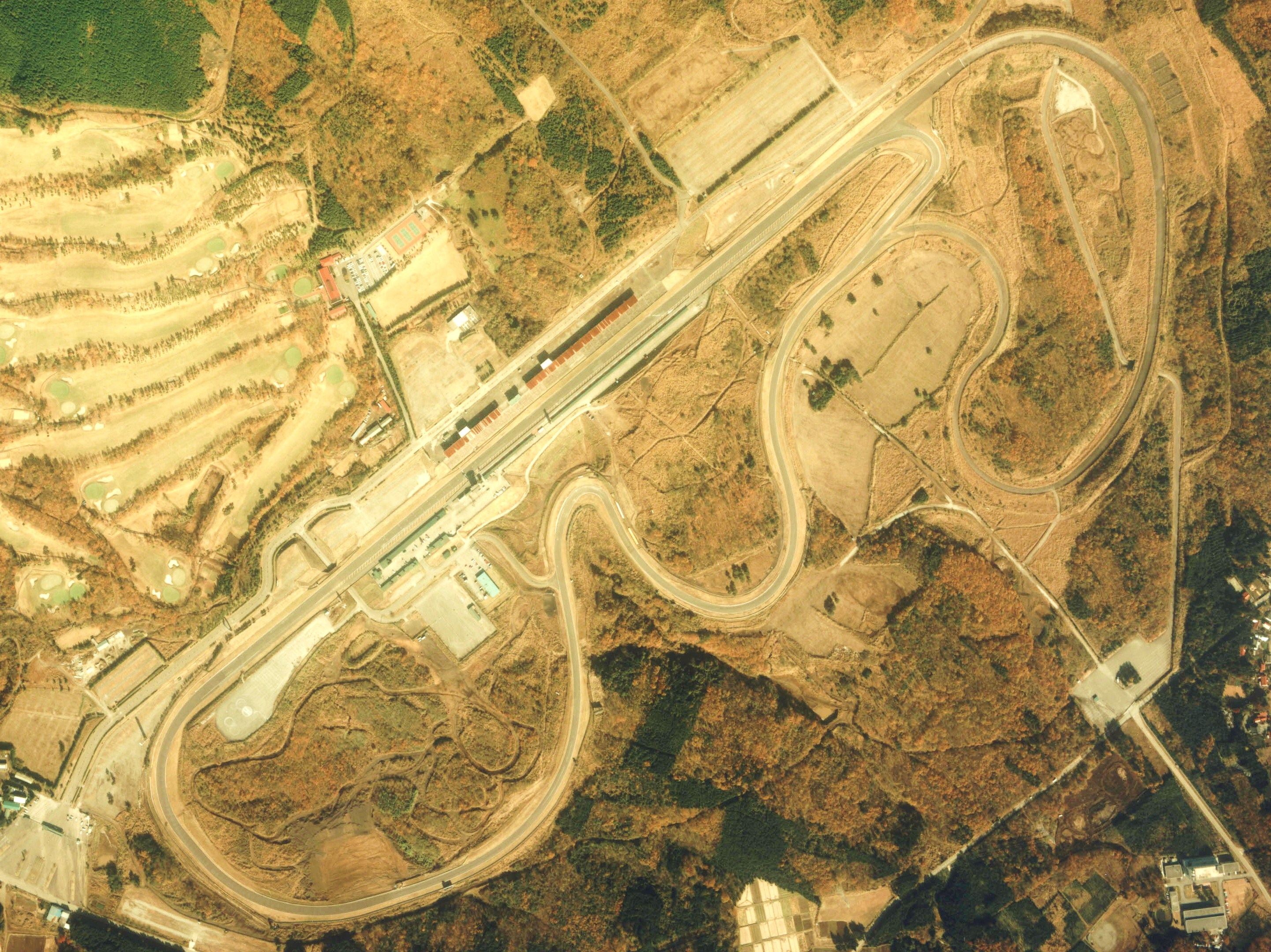
Foto aerea scattata nel 1983

Abbandonato dalla massima serie motoristica dopo la seconda edizione, ospitò prevalentemente gare nazionali, per poi divenire sede del Campionato del mondo sportprototipi, che vi disputò la 6 Ore del Fuji nel 1982 e poi la 1000 km dal 1983 al 1988, gare che resero necessario nel 1986 l'inserimento della Dunlop Chicane a metà dell'ultimo curvone (privo di via di fuga) che immetteva sul rettilineo, allungando così il circuito fino a 4.440 metri. Nel 1993 la pista fu ulteriormente allungata fino a 4.469 metri, tramite l'aggiunta di una chicane (la Suntory Corner) al posto della curva 2 e all'ulteriore rallentamento del tornantino in fondo al rettilineo, che conservava il nome Daiichi.
Dopo una crisi economica vissuta negli anni ottanta, venne rilevato dalla Toyota nel 2000, con l'idea di strappare l'organizzazione del Gran Premio del Giappone ai rivali della Honda, sul cui autodromo (il Circuito di Suzuka) la gara era tornata nel calendario del mondiale di Formula 1 a partire dal 1987. Al termine del 2002 l'impianto venne chiuso per dare inizio ad un progetto di radicale rinnovamento curato da Hermann Tilke e completato il 10 aprile 2005: grazie ai consistenti miglioramenti delle strutture, il circuito ottenne la possibilità di ospitare nuovamente la Formula 1.

### Il ritorno della Formula 1
L'edizione del 2007, la prima su pista rinnovata, si concluse con la vittoria di Lewis Hamilton su McLaren davanti a Heikki Kovalainen su Renault e a Kimi Räikkönen su Ferrari, in una gara caratterizzata dalla pioggia e partita dietro la safety car; da segnalare l'errore della Ferrari nella scelta delle gomme e l'incidente di Fernando Alonso. Il pilota spagnolo riuscirà poi a vincere, al volante della Renault, l'edizione del 2008, davanti a Robert Kubica su BMW Sauber e a Kimi Räikkönen su Ferrari, mentre i due contendenti al titolo Felipe Massa e Lewis Hamilton chiuderanno rispettivamente 7º e 12º dopo un contatto al 2º giro. Dopo le edizioni del 2007 e del 2008, la Toyota, proprietaria del circuito, sembrava avesse trovato un accordo per l'alternanza con Suzuka nell'organizzazione del Gran Premio del Giappone; Suzuka, che infatti ospitò le edizioni 2009 e 2010 del gran premio.
Tuttavia la gara del 2008 rimase l'ultima, poiché nel luglio 2009, venne annunciato ufficialmente dalla Toyota che il Circuito del Fuji, di sua proprietà, non avrebbe più ospitato il Gran Premio del Giappone. Nonostante l'assenza della Formula 1, la pista ha continuato a rinnovare la licenza di "grado 1" rilasciata dalla FIA.

### Anni recenti

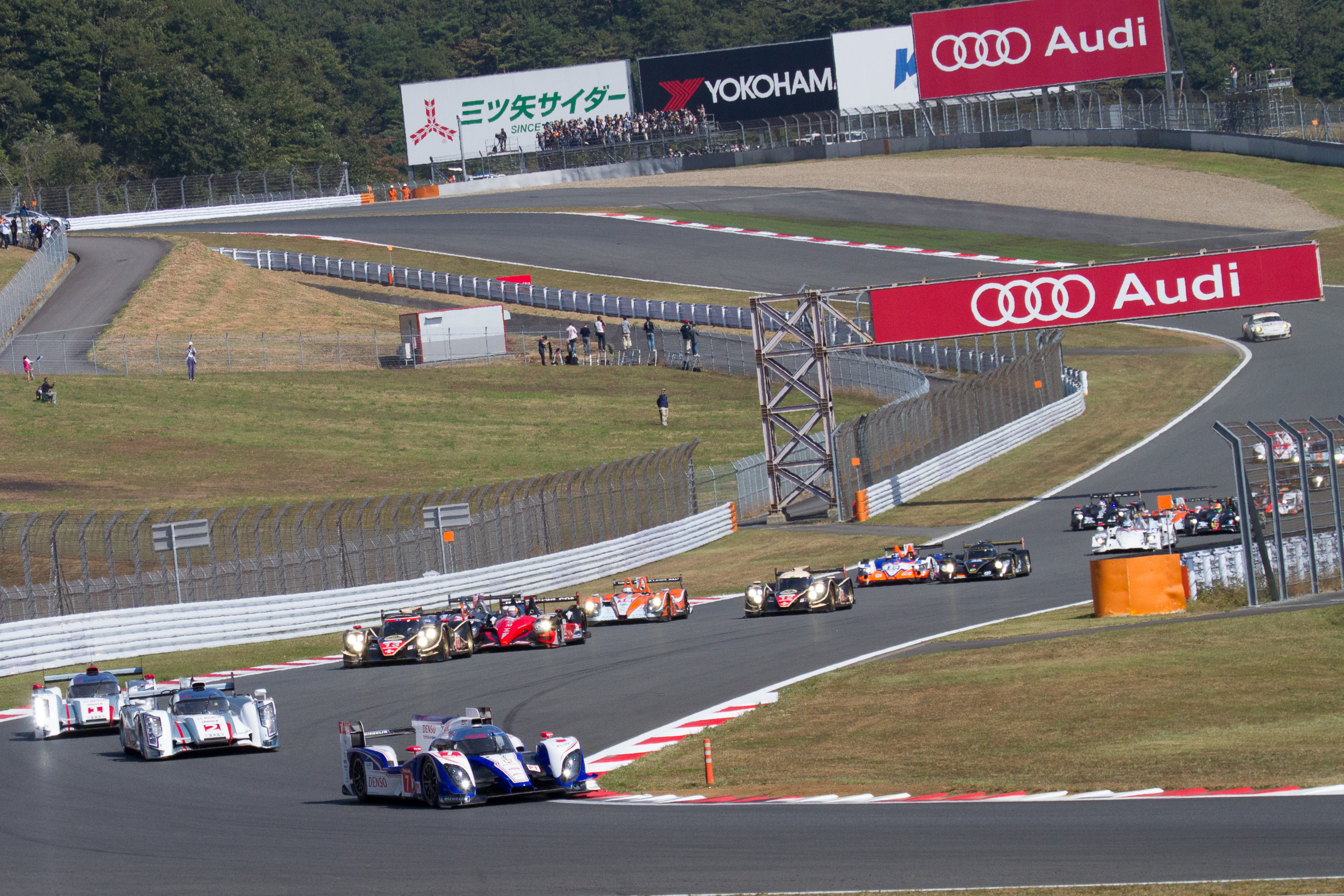
I concorrenti della 6 Ore del Fuji del 2012 affrontano la Coca Cola corner durante il primo giro

Dopo la seconda rinuncia alla Formula 1 il tracciato ha continuato ad ospitare gare nazionali, in special modo eventi di endurance su distanze che variavano tra i 300 e i 1000 km (la prima edizione di quest'ultima risalente al 1967) e a partire dal 2012 ha ospitato regolarmente una gara di 6 ore valevole per il Campionato del Mondo Endurance FIA, rilanciato dalla Federazione Internazionale dell'Automobile dopo la cancellazione avvenuta all'inizio degli anni novanta per carenza di concorrenti.
Dopo uno slittamento di un anno a causa della pandemia di COVID-19, tra il 24 e il 28 luglio 2021 il circuito ha ospitato le gare di  ciclismo su strada dei Giochi della XXXII Olimpiade. Dal 31 agosto al 3 settembre hanno invece avuto luogo le competizioni di ciclismo su strada paralimpico dei XVI Giochi paralimpici estivi.

## Il Tracciato
La versione attuale misura 4.563 metri contro i 4.359 metri della configurazione in cui si corse nel 1976 e nel 1977. Dopo un rettilineo iniziale vi è una curva a destra (la First Corner), seguita da un tratto molto impegnativo (compreso tra la curva 2 e la curva 9) che precede la Dunlop Corner. Da qui in poi inizia la parte più lenta della pista che comprende le curve dalla 11 alla 14, la Netz Corner e la Panasonic Corner che reimmette sul rettilineo di partenza. Qui sotto è riportata la denominazione originale giapponese di alcune curve, mentre la lettera R rappresenta il raggio delle curve misurato in metri.
1. 第一コーナー First Corner 27R
2. 75R
3. コカ・コーラコーナー Coca Cola Corner 80R
4. 100R
5. ヘアピンコーナー Hairpin Corner 30R
6. 120R
7. 300R
8. ダンロップコーナー Dunlop Corner 15R
9. 30R
10. 45R
11. ネッツコーナー Netz Corner 25R
12. パナソニックコーナー Panasonic Corner 12R

## Galleria d'immagini

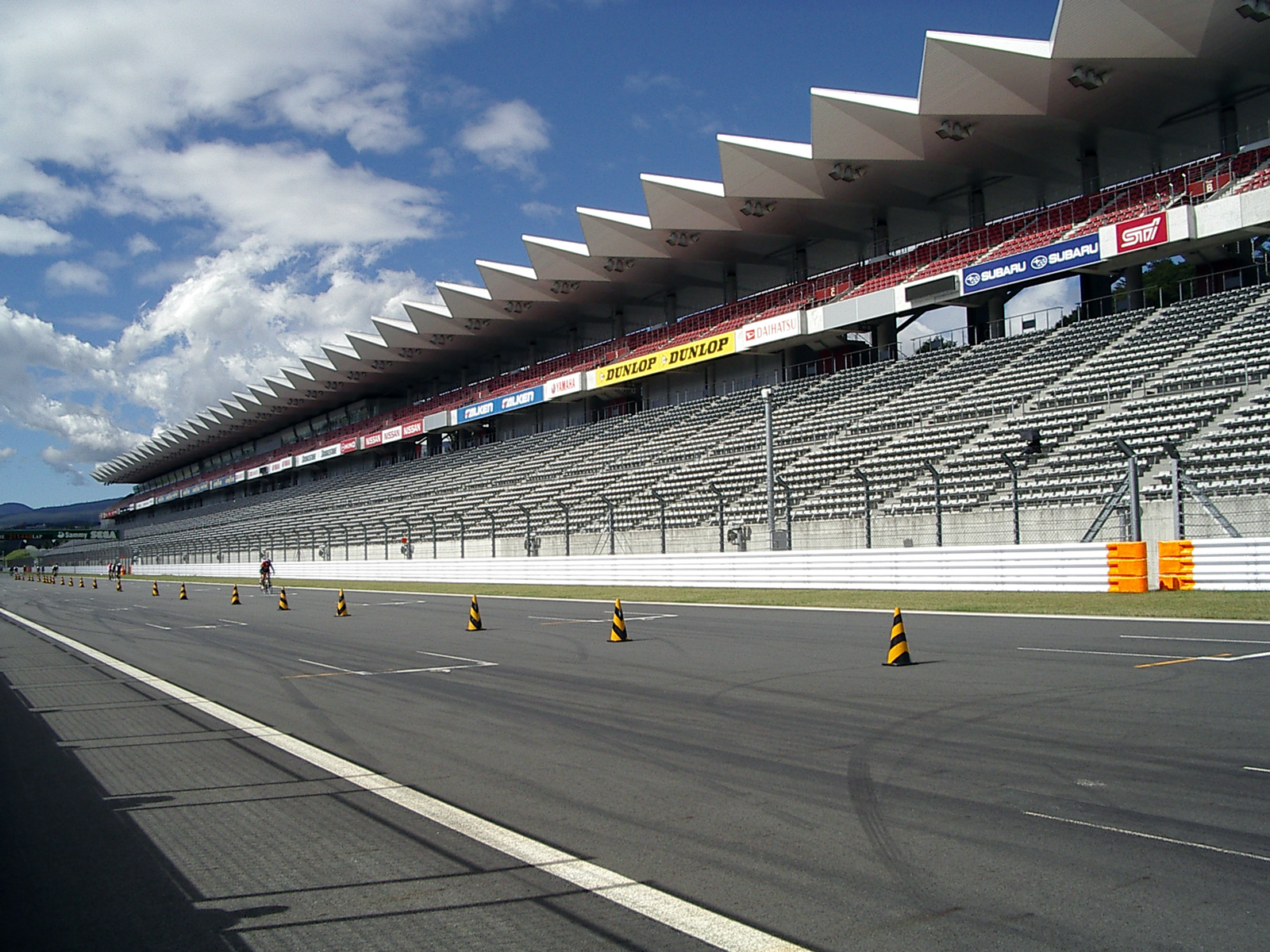
La nuova tribuna principale
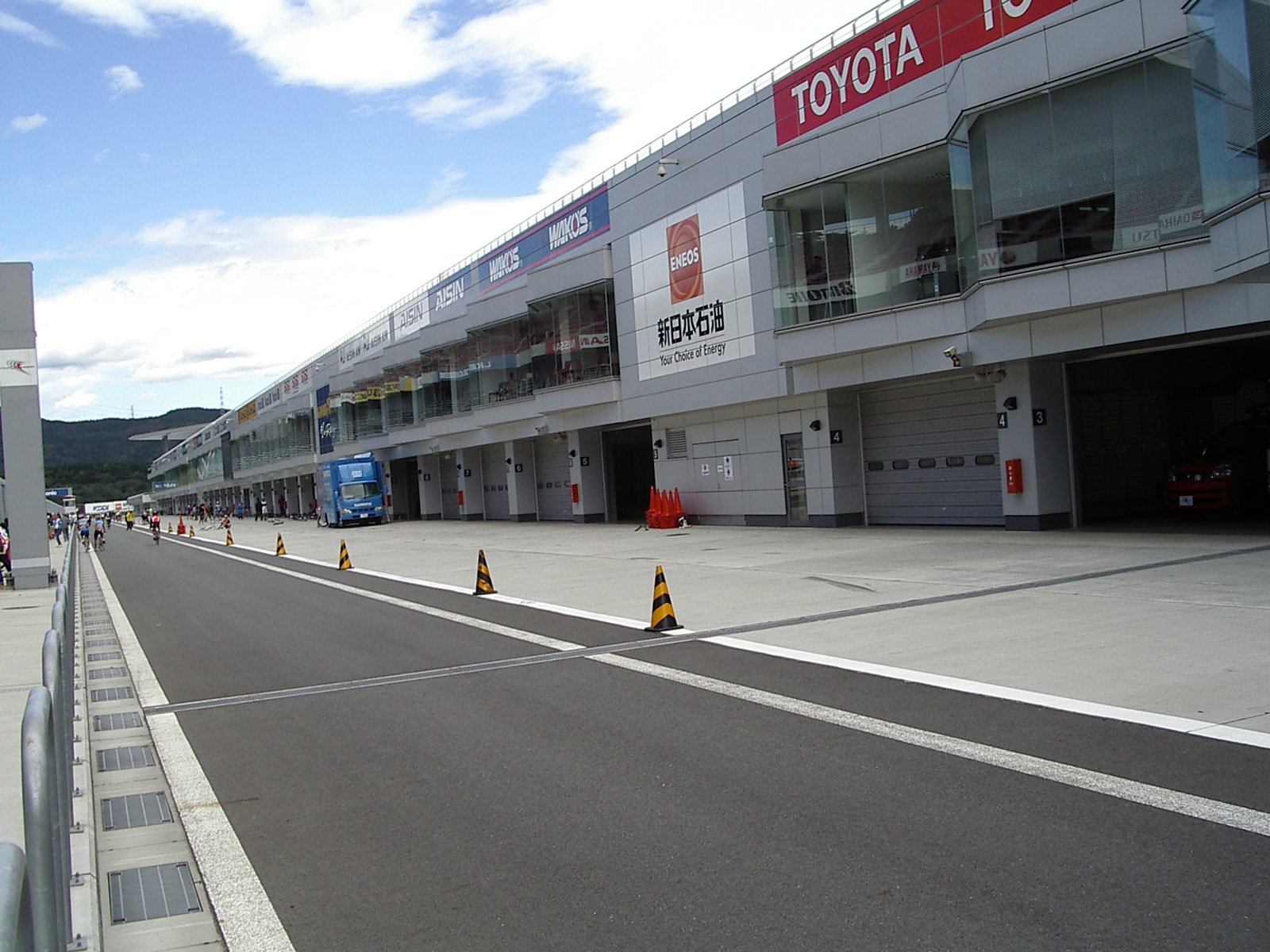
La nuova pitlane
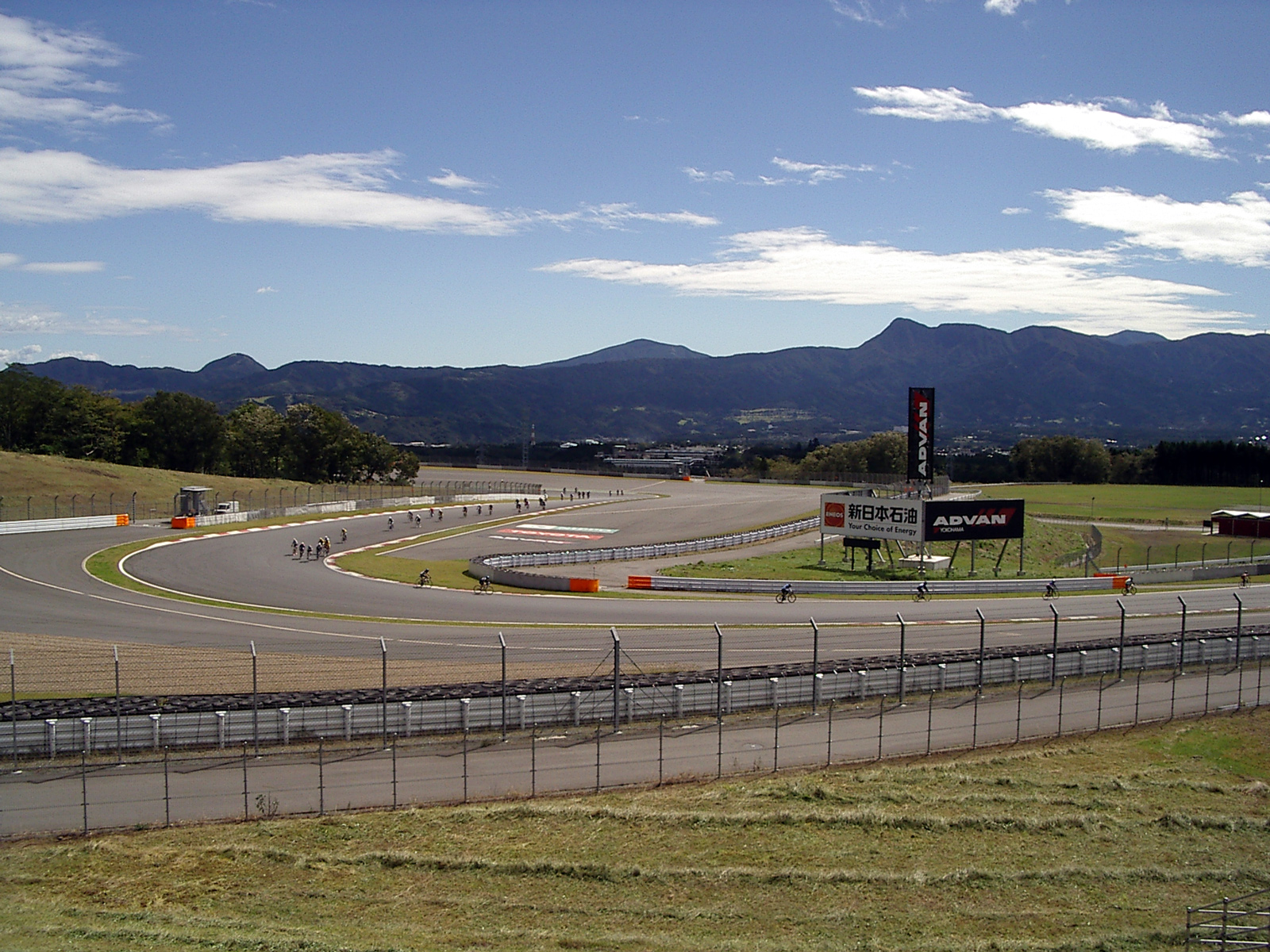
La quinta curva, Hairpin Corner
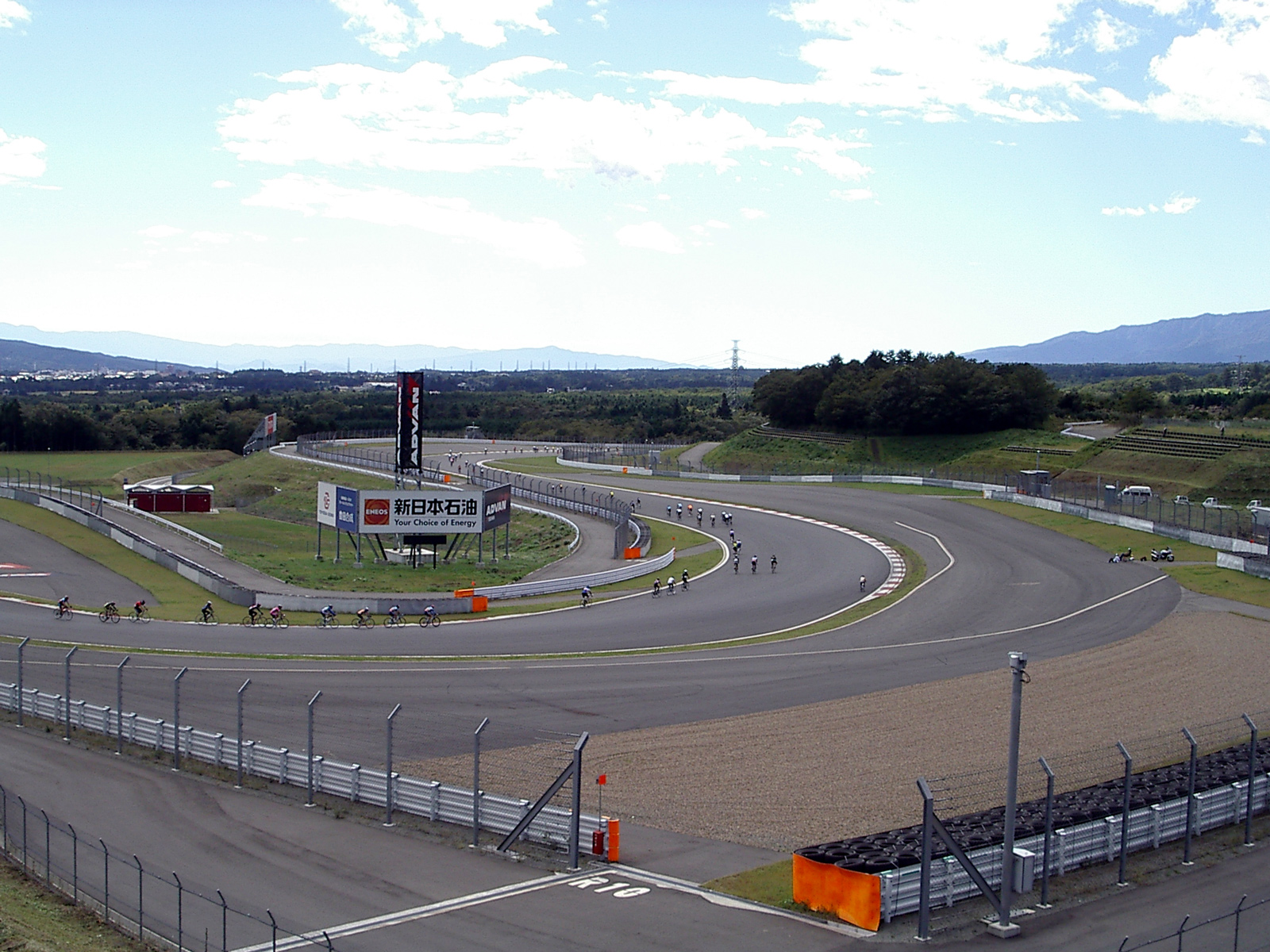
La quinta curva, Hairpin Corner
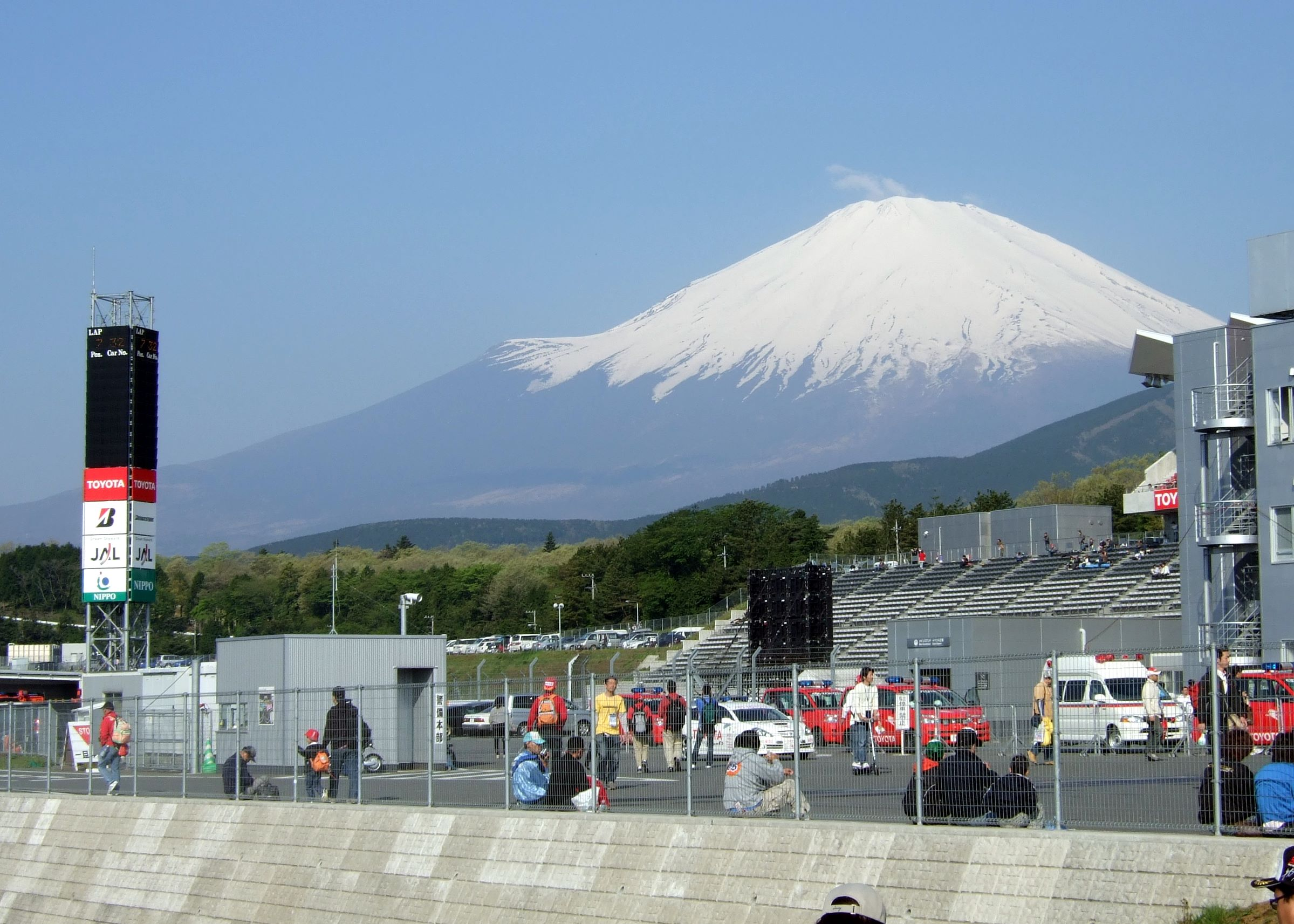
Il Fuji